# Amore alla prova - La crisi del settimo anno (seconda edizione)
La seconda edizione del reality show Amore alla prova - La crisi del settimo anno, la prima col nuovo titolo (dopo il precedente Amore e altri rimedi) e su una rete diversa, è andata in onda in prima serata su Real Time dal 15 novembre al 6 dicembre 2023, per quattro puntate.
Il programma è condotto da Giulia De Lellis, con la presenza dell'esperto, come psicologo e psicoterapeuta di coppia, il Dott. Matteo Radavelli.
L'edizione viene resa disponibile, in anteprima, sulla piattaforma Discovery+, con cadenza di un episodio a settimana, a partire dall'8 novembre 2023.

## I partecipanti
Legenda Decisione Finale:
     La coppia d'origine decide di rimanere insieme.
     La coppia d'origine decide di volersi separare.
Legenda Nuove Coppie dell'esperimento:
     Partecipante che compone la prima nuova coppia nell'esperimento.
     Partecipante che compone la seconda nuova coppia nell'esperimento.
     Partecipante che compone la terza nuova coppia nell'esperimento.
     Partecipante che compone la quarta nuova coppia nell'esperimento.
| Coppia | Coppia | Coppia                  | Età     | Professione                        | Decisione Finale |
| n°     | n°     | Partecipanti            | Età     | Professione                        | Decisione Finale |
| ------ | ------ | ----------------------- | ------- | ---------------------------------- | ---------------- |
|        | 1      | Valentina Martini       | 30 anni | imprenditrice                      | Insieme          |
|        | 1      | Massimiliano Abagnale   | 31 anni | modello e speaker radiofonico      | Insieme          |
|        | 2      | Lorena Melchionna       | 38 anni | libera professionista              | Insieme          |
|        | 2      | Emanuele "Lele" Troiano | 46 anni | ristoratore e insegnante di karatè | Insieme          |
|        | 3      | Jenifer Gomes           | 31 anni | imprenditrice                      | Insieme          |
|        | 3      | Tommaso Ciuffi          | 29 anni | istruttore e pilota di rally       | Insieme          |
|        | 4      | Monia El Khalfane       | 33 anni | fotomodella                        | Insieme          |
|        | 4      | Ugo Sorrentino          | 47 anni | farmacista                         | Insieme          |

## Ascolti
| Episodi | Nome episodio             | Messa in onda    | Telespettatori | Share |
| ------- | ------------------------- | ---------------- | -------------- | ----- |
| 1       | L'inizio dell'esperimento | 15 novembre 2023 | 374 000        | 1,90% |
| 2       | Dubbi e crisi             | 22 novembre 2023 | 327 000        | 1,70% |
| 3       | La svolta                 | 29 novembre 2023 | 329 000        | 1,80% |
| 4       | La scelta definitiva      | 6 dicembre 2023  | 311 000        | 1,60% |
| Media   | Media                     | Media            | 335 000        | 1,75% |